# Partenit

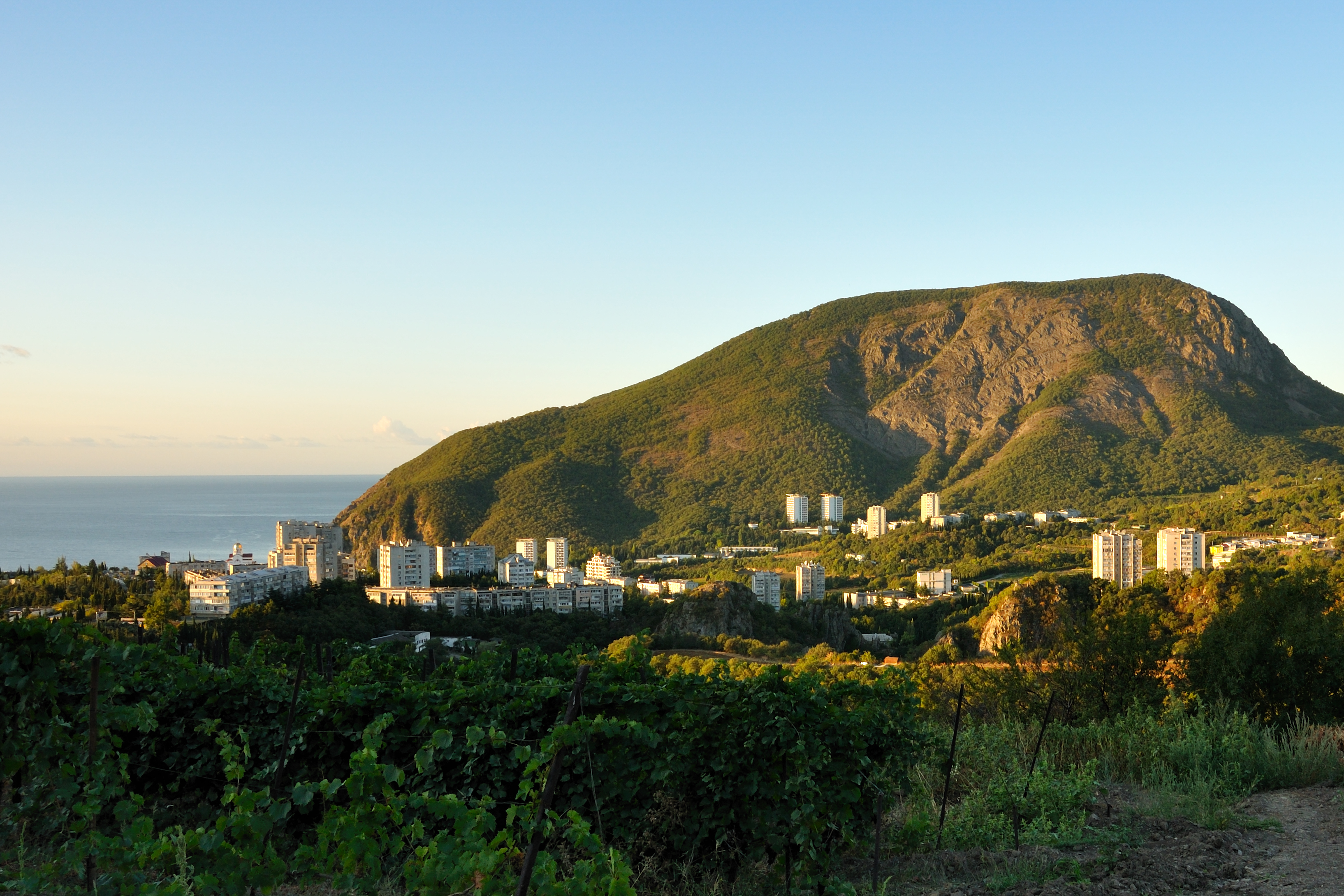
Vista de Partenit.

Partenit (en ruso: Партенит, en ucraniano: Партеніт) es una pequeña ciudad costera de Crimea situada en la costa sur de la península, a las orillas del mar Negro. Forma parte del Municipio de Alushta, dentro de la República Autónoma de Crimea de Ucrania y reclamada por la República de Crimea en Rusia.
Partenit es en una parcela costera bastante plana de la tierra, aunque la elevación se eleva rápidamente cuanto más se aleja del mar. Gran parte de la arquitectura de la ciudad es en el estilo realista soviético. La población permanente residente actual es en gran parte de Rusia y de Ucrania, con una afluencia importante de tártaros y armenios.